# Холодов, Ефим Григорьевич
Ефи́м Григо́рьевич Хо́лодов (настоящая фамилия Мейеро́вич; 1 [14] января 1915, Митава — 21 августа 1981, Московская область) — советский театровед и критик, журналист, военный корреспондент. Автор ряда книг и статей по истории и теории русской и советской драматургии и театра. Доктор искусствоведения (1969).

## Биография
Родился 14 января 1915 года в Митаве. Брат историка Михаила Германовича Мейеровича. В 1937 году окончил театроведческий факультет ГИТИСа. С 1935 года выступал со статьями по вопросам театра в «Литературной газете», в журнале «Театр» и др. С 1939 года служил в РККА. С первых дней Великой Отечественной войны – корреспондент газеты 16-й армии «Боевая тревога». В 1943 году вступил в ВКП(б). Ответственный секретарь, ответственный редактор газеты 2-й гвардейской армии «В атаку». Дважды ранен. Демобилизован в марте 1947 года в звании гвардии майора.
Заведовал двумя отделами критики – в журнале «Театр» и в «Литературной газете». В январе 1949 года в ходе кампании по борьбе с космополитизмом был причислен к «антипатриотической группе театральных критиков», так как «вел атаки» против пьес «В одном городе» Анатолия Софронова и «Хлеб наш насущный» Николая Вирты. Газета «Советское искусство» в статье «Политический хамелеон Холодов (Меерович)» от 12 марта 1949 года заклеймила его как «матерого антипатриота, опытного двурушника, человека беспринципного и лживого»:

Всю свою антипатриотическую деятельность Меерович посвятил враждебным нападкам на нашу советскую драматургию. Меерович отличается своим критическим амплуа, отвратительными особенностями которого являются политическое ханжество, искусное двурушничество, умение ловко маскировать свои враждебные взгляды оглушительным потоком демагогической фразеологии.
С 1953 года вновь работал в редакции журнала «Театр». В 1957—1963 годах – член редколлегии журнала. С 1964 года – старший научный сотрудник Института истории искусств. В 1969 году защитил диссертацию на соискание ученой степени доктора искусствоведения на тему «Проблемы теории советской драматургии и театра» (по совокупности работ).
21 августа 1981 года утонул в Москве-реке.

## Основные работы
Книги
- Композиция драмы. — Москва: Искусство, 1957. — 224 с.
- Мастерство Островского. — Москва: Искусство, 1963. — 542 с
- Позиция художника / Е. Холодов. — Москва: Искусство, 1964. — 284, [2] с
- Пьесы и годы: Драматургия Николая Погодина. — Москва: Сов. писатель, 1967. — 276 с.
- А. Н. Островский: Очерк жизни и творчества. — Ярославль: Верх.-Волж. кн. изд-во, 1968. — 228 с.
- Проблемы теории советской драматургии и театра: Доклад, суммирующий работы, представленные по совокупности на соискание ученой степени доктора искусствоведения. (820) / Ин-т истории искусств. — Москва: [б. и.], 1969. — 39 с.
- А. Н. Островский на советской сцене. — Москва: [б. и.], 1973. — 69 с.; 20 см. — (Методические материалы в помощь мастерам сцены/ Всерос. театр. о-во. ВТО. Кабинет драм. театров).
- Драматург на все времена: Об А. Н. Островском. — Москва: Всерос. театр. о-во, 1975. — 424 с.
- Язык драмы: Экскурс в творч. лаб. А.Н. Островского. — Москва: Искусство, 1978. — 240 с.
- Лицо театра: Статьи и рецензии разных лет. — Москва: Искусство, 1979. — 327 с., 1 л. портр.
- Театр и зрители. Страница истории русской театральной публики. — М.: Гос. ин-т искусствознания, 2000. — 270, [1] с.

Статьи в журнале «Театр»
- Драматический конфликт, 1947
- Драма есть драма, 1948
- Действие происходит в наши дни, 1950
- Разведка темы, 1951
- Лицо театра, 1954
- Ленин о культуре и искусстве, 1956
- 1941—1945 [Советская драматургия в годы войны], 1955
- Погодинское, 1960
- Дело Щепкина, 1963
- Поэма о пятилетке, 1965

## Награды
- 22.12.1942 — медаль «За оборону Сталинграда»
- 30.04.1944 — орден Красной Звезды
- 03.04.1945 — орден Красной Звезды
- 09.06.1945 — медаль «За взятие Кенигсберга»
- 30.09.1945 — медаль «За победу над Японией»
- 17.01.1945 — медаль «За оборону Москвы»
- 31.07.1947 — медаль «За победу над Германией в Великой Отечественной войне 1941–1945 гг.»

## Комментарии
1. ↑  Встречается также написание Меерович[2], но по словам В. С. Бушина, лично знакомого с Холодовым, оно является ошибочным[3].